# Anna Junczyk-Paczuska
Anna Lidia Junczyk-Paczuska (ur. 8 kwietnia 1980 r. w Warszawie) – polska łuczniczka.

## Halowe mistrzostwa Europy w łucznictwie
Podczas Halowych Mistrzostw Europy w łucznictwie w 2022 roku w Słoweńskim Laško Anna Junczyk-Paczuska występując wraz z Reginą Karkoszką oraz Ingą Zagrodzką-Dobiją zdobyła brązowy medal za drużynowe Strzelanie z łuku barebow kobiet.

## Życie prywatne
Od 20 lutego 2023 roku wiceprezes zarządu Stowarzyszenia „Łuczniczy Marymont”.
Żona Stanisława Junczyka, zwycięzcy klasyfikacji generalnej Pucharu Polski barebow w 2024 roku.